# 名鉄サ50形電車
名鉄サ50形電車（めいてつサ50がたでんしゃ）は、かつて名古屋鉄道に在籍していた電車（付随車）である。
太平洋戦争の激化による資材不足の中で輸送力強化に対応するため、デワ1形電動貨車を廃車にしてその単台車、台枠、手ブレーキを転用して客車を製造することになった。車体は自社新川工場で木造シングルルーフ車体を新造しており、全長 8.2 m、側面窓配置は D 7 D である。
1942年（昭和17年）2月23日にまずデワ1 - デワ6の機器を基にサ51 - サ56の6両が製造された。各務原線に投入され、モ200形を動力車としたM-T-T-M（M：動力車、モ200形。T：付随車、サ50形）という編成を組んだ。その後、同年5月19日にデワ7・デワ8の機器からサ57・サ58（新旧対照不明）が製造されると、全車両が築港線に移された（転属後の各務原線にはモ1040形を充当）。サ52、サ54、サ55、サ57は戦災により大破し、復旧されることなく1947年（昭和22年）9月に廃車。残る4両は引き続き築港線で運用され、1957年（昭和32年）10月に廃車となった。